# Дни, изменившие мир
«Дни, изменившие мир» (англ. Days Gone Bye) — первая серия первого сезона телесериала «Ходячие мертвецы», который транслировался на AMC 31 октября 2010 года. Режиссёром и сценаристом эпизода стал Фрэнк Дарабонт, создатель сериала.
Роберт Киркман, создатель одноимённой серии комиксов, предложил создать телевизионное шоу, основанное на серии комиксов, но не продвинулся с этой идеей далеко. Фрэнк Дарабонт выразил интерес в разработке сериала для телевидения. В январе 2010 AMC формально объявил о заказе пилота для возможного сериала на основе книги комиксов «Ходячие мертвецы». В объявлении исполнительные директора заявили о том, что Дарабонт будет сценаристом, режиссёром и исполнительным продюсером вместе с Гейл Энн Хёрд.
Съёмки пилотного эпизода начались в мае 2010 в Атланте, Джорджия. Он был полностью снят 16-мм киноплёнку и был отредактирован при помощи компьютерной графики.  Эпизод «Дни, изменившие мир» активно продвигался за несколько месяцев до своей премьеры; в рамках открытой рекламной кампании в отобранных местах, включая Нью-Йорк, Вашингтон, Лондон и Мадрид, были проведены имитации вторжения зомби. Премьера эпизода состоялась в 120 странах по всему миру.
Эпизод «Дни, изменившие мир» был хорошо принят критиками, которые хвалили игру Эндрю Линкольна и режиссуру Дарабонта. Несколько критиков сравнили его с сериалом «Остаться в живых». В США премьерный эпизод сериала собрал аудиторию 5,35 миллиона, самую большую для премьерного эпизода в истории канала AMC. Эпизод получил рейтинг Нильсена 2,7 в возрастной категории 18-49, составившей 3,6 миллиона зрителей.

## Сюжет
Получив пулевое ранение при захвате банды преступников, угнавших автомобиль, помощник шерифа Рик Граймс (Эндрю Линкольн) оказывается в больнице. Придя в сознание через некоторое время он обнаруживает, что больница разгромлена, в ней полно тел людей, а в одной из комнат заперты «мертвецы». Не понимая, что происходит, Рик выходит из здания и едет домой, но не обнаруживает там ни жены, ни сына. Покинув дом, ниже по улице он получает удар лопатой по голове от мальчика.
Очнувшись, Рик видит, что он привязан к кровати, а рядом находится чернокожий мужчина по имени Морган Джонс (Ленни Джеймс) с пистолетом и мальчик с бейсбольной битой. Убедив мужчину, что его рана — это действительно «огнестрел», Рик получает свободу и немного информации о том, что происходит. В первую очередь он узнаёт, что, получив укус «ходячего», человек очень скоро сам становится таким. Ночью Рик видит много зомби вокруг дома, среди которых и жена Моргана.
На следующий день Морган рассказывает Рику о лагере беженцев в Атланте, где могут быть жена и сын Рика и о Центре по контролю за заболеваниями, где по слухам работают над лекарством. Рик, Морган и Дуэйн отправляются в отделение полиции, где забирают оружие. Отдав Моргану винтовку и рацию, Рик садится в полицейский автомобиль и уезжает в Атланту. Морган с сыном возвращаются в своё жилище. Морган поднимается на второй этаж и начинает расстреливать зомби на улице. Он хочет убить свою жену, но не может этого сделать.
Выехав на шоссе, Рик отправляет сообщение по рации, которое принимают в лагере выживших, где находятся жена и сын Рика, Лори (Сара Уэйн Кэллис) и Карл (Чендлер Риггз). Выжившие не могут ответить на сообщение и предупредить незнакомца об опасности в Атланте. Тем временем у Лори завязываются отношения с бывшим сослуживцем Рика и его другом Шейном (Джон Бернтал).
По пути в Атланту в машине заканчивается бензин и, не найдя горючего на одинокой ферме, где отец застрелил себя и всю свою семью, Рик забирает оттуда лошадь и на ней въезжает в Атланту. Очень скоро вокруг него собирается толпа мертвецов. Внезапно, Рик слышит звук винта вертолёта. Он пытается следовать за звуком, но попадает прямо в гущу мертвецов. Зомби набрасываются на лошадь, что спасает Рика. Он успевает укрыться в танке, оставленном военными на улице. Задраив люки, Рик слышит голос по рации танка: «Эй ты, дебил. Да, ты, в танке. Уютно там?».